# Anna Carla Winkes
Anna Carla Winkes (* 21. April  1990 in Koblenz) ist ein  deutsches  Model.

## Leben
Anna Carla Winkes ist gebürtige Koblenzerin. Hier besuchte sie das Bischöfliche Cusanus-Gymnasium, an welchem sie 2009 ihr Abitur absolvierte. Anschließend nahm sie ihr Studium der BioGeowissenschaften an der Universität Koblenz-Landau, Campus Koblenz auf, in welchem sie 2014 den akademischen Grad des Bachelor of Science erlangte. Im Rahmen ihrer Bachelorarbeit forschte sie an der Virosität des Pandoravirus, in der Laborabteilung des Sanitätsdienstes der Bundeswehr in Koblenz.
Anfang 2010 bewarb sich Winkes für das offene Casting der Sendung Germany’s Next Topmodel in Köln, bei dem über 2000 Bewerberinnen teilnahmen. Bis dahin verfügte sie kaum über Modelerfahrung. Die Sendung verließ Winkes verfrüht aus persönlichen Gründen. Im Anschluss daran unterzeichnete sie ihren ersten Modelvertrag bei der Agentur EQ Models in Berlin. Es folgten erste Jobs für Schwarzkopf sowie ein Fernsehwerbung für Oil of Olaz und McDonald’s und Coca-Cola. Im Laufe der Jahre schloss sie weitere Verträge mit Body&Soul, Hamburg, JAVA Models, München, NoLogo, Mailand, Nevs, London MagicModels, Österreich, BertaModels, Barcelona und Erberk, Istanbul ab.
Anfang 2014 wagte sie den Schritt in die USA und unterzeichnete dort einen Vertrag bei der renommierten Agentur Wilhelmina Models. Schnell folgten erste Erfolge, wie die Kampagne für EDC by Esprit Holdings, Protest Swimwear sowie das Cover der deutschen Shape im Juni 2015.

## Privatleben
Winkes hat eine leibliche und eine Stiefschwester und wohnte im Laufe ihrer Karriere in Hamburg, München, Istanbul, Athen, Mailand und London. Momentan pendelt sie zwischen Deutschland und Amerika.
Durch ihre langjährige On/Off-Beziehung mit dem griechischen Jungunternehmer Aliosa Grissin (2009–2014) berichtete die  griechischen Klatschpresse des Öfteren über ihr Privatleben.